# Twierdza Boyen

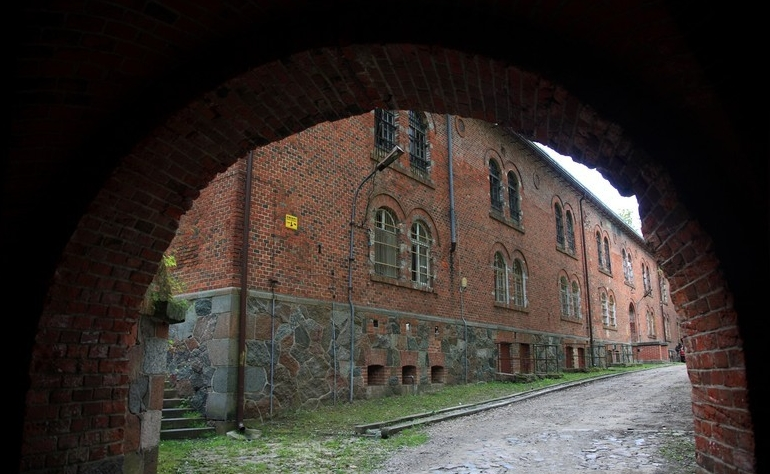
Twierdza Boyen

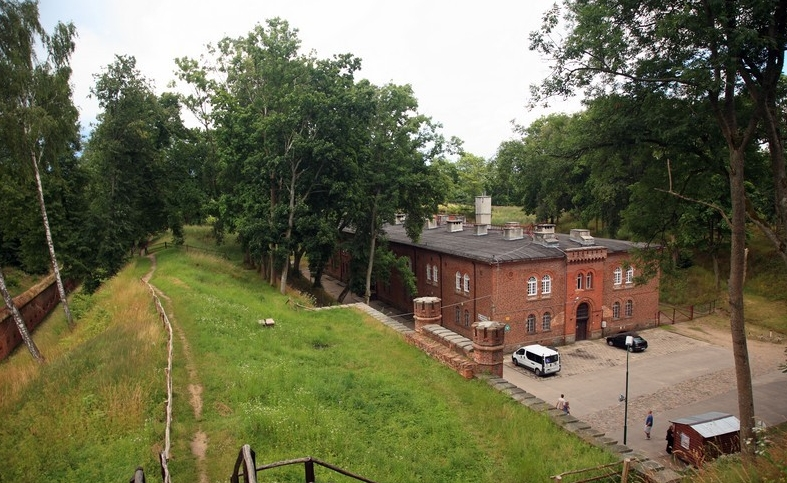
Twierdza Boyen

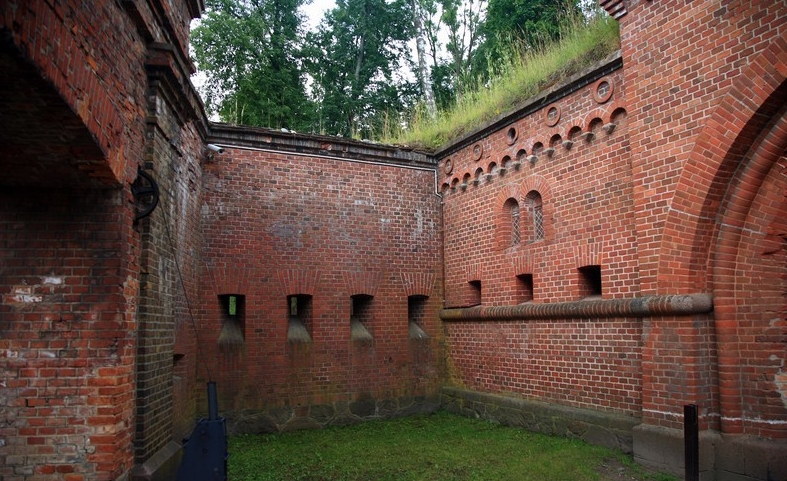
Twierdza Boyen

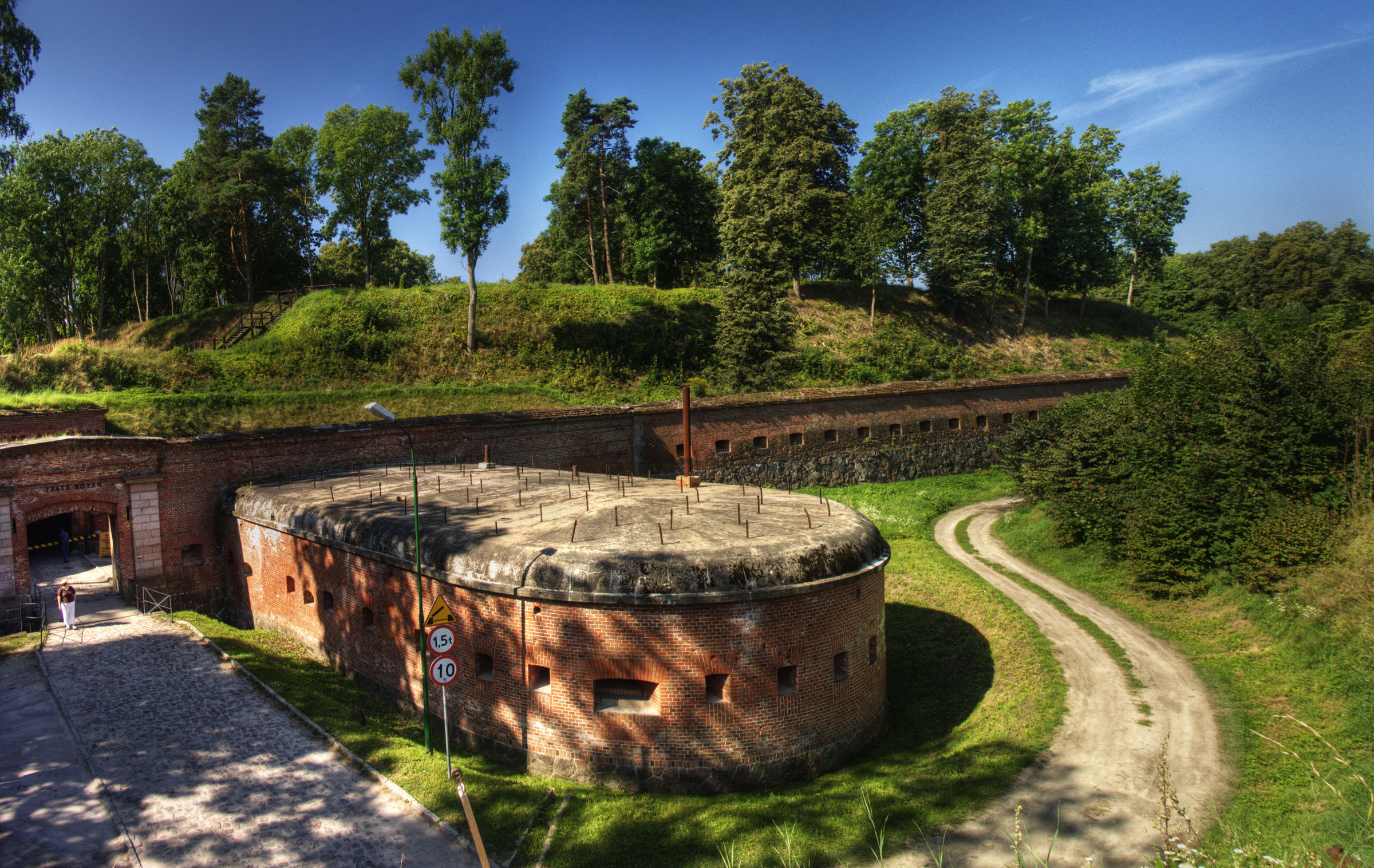
Brama Giżycka

Twierdza Boyen – twierdza w kształcie gwiazdy, będąca ważnym obiektem militarnym o znaczeniu strategicznym w XIX i pocz. XX w. Położona w zachodniej części Giżycka, na wąskim przesmyku między dwoma dużymi jeziorami mazurskimi – Kisajno (południowa część kompleksu Mamr) i Niegocin. Zbudowana w latach 1844–1856 z rozkazu króla Fryderyka Wilhelma IV, zajmuje powierzchnię ok. 100 ha i została przygotowana dla załogi liczącej około 3000 żołnierzy.
Wzniesiona została na obszarze Prus Wschodnich i była głównym ogniwem w łańcuchu umocnień zamykających od wschodu dostęp na teren państwa pruskiego.
Do twierdzy prowadzą dwie drogi od strony Giżycka i Kętrzyna, i cztery bramy wjazdowe:
- Giżycka,
- Kętrzyńska,
- Wodna (pomocnicza; wyposażona w podnoszony most zwodzony),
- Prochowa (pomocnicza; sąsiadująca z dzisiejszym amfiteatrem).

## Budowa
Historia giżyckiej Twierdzy Boyen rozpoczęła się w 1. połowie XIX wieku. Pierwsze plany powstania twierdzy pochodziły z 1818 i były one odzwierciedleniem doświadczeń gen. von Grolmana oraz von Boyena z wojen napoleońskich. Jednak ostateczną decyzję o wybudowaniu fortyfikacji podjęto dopiero 9 sierpnia 1841. Autorem projektu był Johann Leopold Ludwig Brese, który wcześniej zaprojektował Fort Winiary i pozostałe elementy Twierdzy Poznań. Lokalizacja uzgodniona została po lokalnej wizji w 1842 przez generałów: von Grolmanna, von Krausenecka oraz von Astera. 5 kwietnia 1843 od projektu i pierwszych prac ziemnych, czyli niwelacji terenu i kopania studni, rozpoczęła się budowa w rejonie donżonu. 4 września 1844 z udziałem lokalnych władz położono tu kamień węgielny. Prace rozpoczęte przez gen. Astera dokończono w 1846 według projektu majora Westphala. 24 grudnia 1846 król Fryderyk Wilhelm IV oficjalnie nadał twierdzy nazwę Feste Boyen (Twierdza Boyen). Połowa bastionów, tj. trzy otrzymały nazwę od imion gen. von Boyena – Leopold, Ludwig i Hermann, a trzy pozostałe – Recht (Prawo), Schwert (Miecz), Licht (Światło) od jego rodowego zawołania.
Prawie na wprost wejścia do twierdzy przez Bramę Kętrzyńską znajduje się budynek stacji gołębi pocztowych. W czasie I wojny światowej przesyłki pocztowe z Giżycka bardzo szybko docierały do Królewca, Szczecina i Wrocławia. Wywiad niemiecki musiał doceniać ten sposób łączności jeszcze w czasie II wojny światowej, skoro na terenach polskich włączonych do III Rzeszy w 1942 zarządzono likwidację wszystkich gołębi pocztowych.

## I wojna światowa
W trakcie bitwy pod Tannenbergiem (17 sierpnia do 2 września 1914) na terenie twierdzy i okolicy stacjonowało 4 tys. żołnierzy z jednostek pomocniczych pod dowództwem płk. Hansa Busse.
Załoga prowadziła działania zaczepne, pozorując większą grupę, ocenioną przez Rosjan na dywizję piechoty. 23 sierpnia Rosjanie zamknęli pierścień okrążenia wokół Giżycka razem z twierdzą, ale zatrzymali się 16 kilometrów od Giżycka. Sama twierdza nie była atakowana, ale jej artyleria wspierała oddziały polowe i obronę atakowanego od 25 sierpnia Giżycka. 27 sierpnia komendant twierdzy odrzucił rosyjską propozycję kapitulacji. 7 września niemiecka 36 DP dotarła do twierdzy kończąc jej okrążenie.
Po I wojnie światowej uznano twierdzę za przestarzałą i przemianowano na obiekt zaplecza, umieszczając w niej między innymi szpital.

## Twierdza w latach 1941–1944
W latach 1941–1944 na terenie twierdzy funkcjonował szpital polowy. Na kuracji po złamaniu obojczyka (po upadku w czasie jazdy konnej w Mamerkach) przebywał tu od 10 października 1941 gen. Franz Halder. Po zamachu na Hitlera (20 lipca 1944) w Wilczym Szańcu do kwatery głównej Hitlera w dniu 22 i 23 lipca 1944 dojeżdżał na konsultacje laryngolog dr Giesing.
W twierdzy ulokowany był III wydział XII oddziału Sztabu Generalnego (OKH) Obce Armie Wschód z Mamerek. Wydziałem kierował płk. Alexis Freiher von Roenne podległy gen. Gehlenowi. Placówka wywiadu w twierdzy miała kryptonim „Emma”. Do dyspozycji Roennego był budynek koszarowy zlokalizowany po prawej stronie od wejścia przez Bramę Giżycką, między bastionami Ludwik i Leopold. Budynek koszarowy przeznaczony był dla ok. 500 żołnierzy. W budynku tym analizowano zdobyte na froncie dokumenty oraz werbowano do współpracy oficerów Armii Czerwonej. Oficerów radzieckich dowożono tu z różnych obozów jenieckich. Nabór agentów odbywał się metodą „kija i marchewki”. Niechętnych do współpracy kierowano do więzienia (zamek krzyżacki) w Rynie, a podejmujący współpracę zostawali w wydzielonym sektorze twierdzy. W sektorze tym, przeznaczonym na 100 osób była stołówka, kino i biblioteka. W dniach od 16 lipca do 4 września 1942 przebywał tu Andriej Własow, przewieziony później do Winnicy na Ukrainie. Według Jürgena Thorwalda w Twierdzy Boyen funkcjonował ośrodek szkoleniowy dla oficerów ROA. Potwierdzają to relacje robotnika przymusowego Franciszka Charubina, pomocnika maszynisty, który w 1944 na dworcu kolejowym w Giżycku spotykał oficerów w mundurach niemieckich, rozmawiających po rosyjsku. Zwykli żołnierze ROA przypuszczalnie szkoleni byli w koszarach w Orzyszu. Relacja tego samego F. Charubina – do Orzysza przybywały transporty jeńców czerwonoarmistów, a wyjeżdżały transporty żołnierzy w niemieckich mundurach, śpiewających rosyjskie piosenki. O transportach kolejowych wojsk na trasie Giżycko-Pisz Charubin przekazywał meldunki Polskiemu Związkowi Powstańczemu, który w 1942 włączony został do Armii Krajowej.
Na terenie twierdzy funkcjonowało laboratorium oceniające jakość żywności dostarczanej do „Wilczego Szańca”.

## Po 1944
W 1945 Niemcy opuścili twierdzę bez walki. Po II wojnie światowej twierdzą zarządzało wojsko polskie, które przekazało jej część cywilnym zakładom spożywczym, w większości zlikwidowanym po 1989 r. W 1975 r. twierdza uznana została za zabytek architektury. Po opuszczeniu przez wojsko, twierdza była ogólnodostępna, co spowodowało dewastację i pożary spichlerzy w 1996 i 1997 roku.

## Turystyka
W 1994 r. miasto przekazało większość twierdzy powstałemu we wrześniu 1993 r. Towarzystwu Miłośników Twierdzy Boyen (majdan przekazano w 2001 r.). Towarzystwo zagospodarowało teren twierdzy i zapewniło całodobowy nadzór. Udostępniło większość budowli do zwiedzania wyznaczając ścieżki oraz przewodników. W koszarowcu przy Bramie Giżyckiej urządzono schronisko młodzieżowe i Muzeum Twierdzy Boyen. W twierdzy odbywają się rekonstrukcje historyczne, zloty motocyklów i koncerty w amfiteatrze położonym w rawelinie.